# Ozineus guttatus
Ozineus guttatus là một loài bọ cánh cứng trong họ Cerambycidae.